# Josep Palau
Josep Palau Busquet, né le 25 septembre 1943 à La Llacuna (province de Barcelone, Espagne)et mort le 30 avril 2022, est un footballeur espagnol qui jouait au poste d'attaquant.

## Biographie
Josep Palau commence sa carrière en 1964 avec le CE Sabadell. Il reste dans ce club jusqu'en 1968.
En 1968, il est recruté par le FC Barcelone où il ne joue qu'une saison.
En 1969, il retourne à Sabadell où il joue jusqu'en 1975.
En 1975, il rejoint le Terrassa FC où il met un terme à sa carrière en 1976.